# Polizeiliche Schutzaufgaben Ausland der Bundespolizei

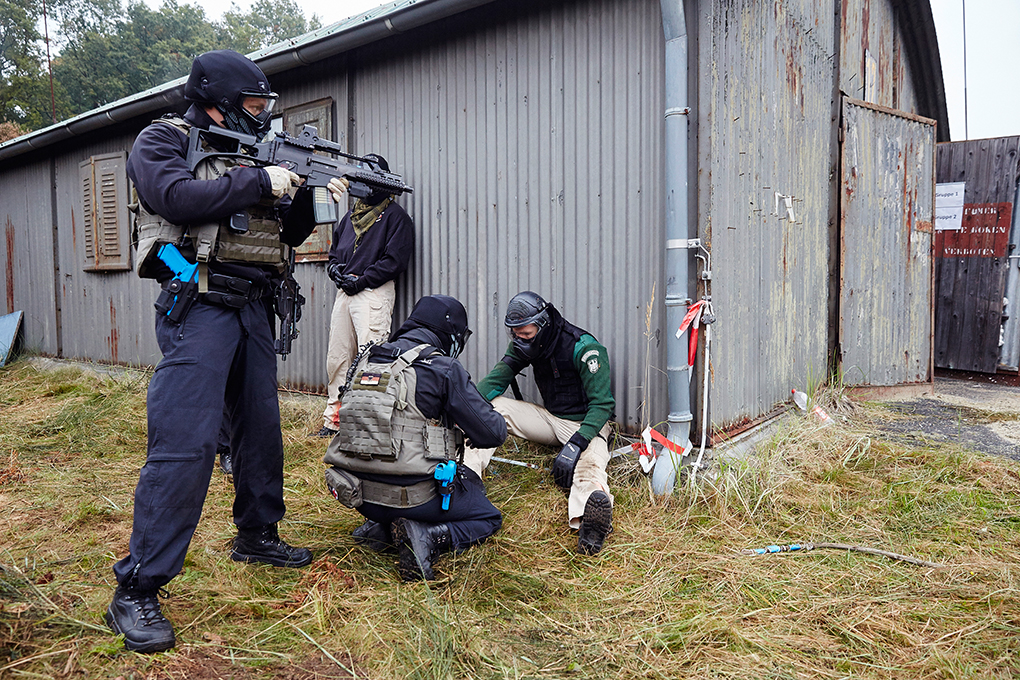
Polizisten der Polizeilichen Schutzaufgaben Ausland der Bundespolizei an der Black Griffin 2018, ein internationales Polizeimanöver

Die Einheit Polizeiliche Schutzaufgaben Ausland der Bundespolizei (PSA BPOL; vormals Personenschutz Ausland) sind Spezialkräfte der deutschen Bundespolizei mit der Aufgabe, die deutschen Auslandsvertretungen (vor allem Botschaften) an besonders gefährdeten Standorten im Ausland zu schützen. Die 2008 gegründete Dienststelle ist seit April 2017 der Bundespolizeidirektion 11 in Berlin nachgeordnet.

## Hintergrund
Die Bundespolizei unterstützt das Auswärtige Amt gemäß § 9 Abs. 1 Nr. 2 Bundespolizeigesetz (BPolG) „bei der Wahrnehmung von Aufgaben zum Schutz deutscher Auslandsvertretungen“ auf Grundlage einer Verwaltungsvereinbarung aus dem Jahr 1974.
Der Schutz deutscher Auslandsvertretungen gehört zu den Aufgaben der Bundespolizei. Neben dem Sicherheitsbeamten an der Auslandsvertretung (SAV; vormals: Hausordnungs- und Objektschutzdienst, HOD) sowie dem Einsatz der Sicherheitsberater (SiB), die das Botschaftspersonal im Rahmen der Krisenvorsorge beraten, zählt hierzu der Personenschutz für deutsche Botschafter in Krisengebieten.
Stand 2013 waren rund 250 Bundespolizisten für den Schutz der Auslandsvertretungen zuständig, darunter etwa 80 Beamte der PSA-Spezialkräfte.

## Geschichte
Der Schutz deutscher Auslandsvertretungen durch Beamte der Bundespolizei (bis 2005: Bundesgrenzschutz) hat eine bis in die 1970er Jahre zurückreichende Tradition. Bezog sich der Schutzauftrag im sogenannten Hausordnungs- und Objektschutzdienst anfangs nur auf Botschaftsgelände, kam später auch der Personenschutz für Botschafter und Botschaftsmitarbeiter dazu. 
Nach den Terroranschlägen am 11. September 2001 und der Intervention der NATO hatte sich die Gefahrenlage in einzelnen Staaten derart verschlechtert, dass zunächst die Spezialeinheit GSG 9 der Bundespolizei mehrere Jahre lang den Personenschutz für die deutschen Botschafter in Bagdad (Irak) und Kabul (Afghanistan) übernahm. 
Dieser Dauereinsatz von Beamten der GSG 9 mit doppeltem Pensum wurde zur Belastung, sodass ein Umdenken bei der Organisation des Personenschutzes erforderlich erschien. Das Bundesministerium des Innern (BMI) entschied in der Folge, dass zur Entlastung der GSG 9 und des Bundeskriminalamtes (BKA) der Personenschutz an Krisenstandorten durch eine neu aufzustellende Einheit der Bundespolizei gewährleistet werden sollte.
Im April 2008 beauftragte das BMI die Bundespolizei mit der Neuorganisation des Personenschutzes für deutsche Botschafter in Krisengebieten. Für die alleinige Übernahme der Aufgabe und die dafür notwendigen organisatorischen Anpassungen wurde zunächst ein Aufbaustab unter dem Namen Aufbaustab Schutzaufgaben in Krisengebieten (ASSIK) im Bundespolizeipräsidium eingerichtet. Der Aufbaustab wurde wenig später zu einem eigenen Referat (44) umgebildet. 
Im Juni 2008 übertrug das BMI die Aufgabe des Botschafterschutzes schließlich komplett vom BKA auf die Bundespolizei.
Im Dezember 2008 übernahm das erste Personenschutzkommando (PSK) des Referats 44 seinen Auftrag an der deutschen Botschaft in Kabul. 
Ab Sommer 2009 wurde eine Erweiterung des Schutzauftrags um Fragen des Objektschutzes und der sicherheitsbezogenen Ablauforganisation an besonders gefährdeten Auslandsvertretungen vollzogen. Im Zuge der Erweiterung wurden dem Referat 44 die heute Krisen-Sicherheitsbeamte der Bundespolizei an Auslandsvertretungen (K-SAV) genannten Spezialkräfte des damals so genannten Ad-hoc Pools angegliedert.
Im Januar 2010 wurde eine neue Einheit mit dem Namen Schutz in Krisengebieten (SIK) dem Referat 44 im Bundespolizeipräsidium angegliedert und übernahm noch im selben Monat den Schutz des Botschafters in Bagdad. Die GSG 9 wurde dadurch herausgelöst. Infolge der zunehmenden terroristischen Bedrohung folgten ab 2012 weitere Standorte wie Sanaa (Jemen) und Tripolis (Libyen).
Im Juni 2012 wurde das Referat 44 des Bundespolizeipräsidiums durch Entscheidung des Bundesinnenministers Hans-Peter Friedrich aufgelöst und die Einheit Personenschutz im Ausland (PSA) organisatorisch an die GSG 9 angebunden.
Per 1. August 2017 wurde die Bundespolizeidirektion 11 (BPOLD 11) in Berlin gegründet und ihr die in Polizeiliche Schutzaufgaben Ausland der Bundespolizei umbenannten PSA-Spezialkräfte organisatorisch angegliedert. Die BPOLD 11 besteht organisatorisch neben PSA BPOl aus der Spezialeinheit GSG 9, der Bundespolizei-Fliegergruppe (BPOLFLG), den Flugsicherheitsbegleitern der Einheit Besondere Schutzaufgaben Luftverkehr (BSL) und den Spezialkräften der Einsatz- und Ermittlungsunterstützung (EEU).

## Einsätze der Einheit und Kooperationen
Während in den ersten Jahren nach Aufstellung der Einheit nur die Standorte Kabul und Bagdad zu besetzen waren, kamen ab 2012 mit Sanaa, Tripolis, Beirut, Erbil und Masar-e Scharif weitere
Standorte hinzu. Grund hierfür waren eine allgemein zunehmende terroristische Bedrohungslage und innere Unruhen im Zuge des sogenannten Arabischen Frühlings. 
Aufgrund akuter Gefährdungen ohne erhebliche Dauer, wie etwa nach dem Erdbeben in Haiti 2010, gab es auch kurzzeitige Einsätze.
Im Oktober 2013 wurde ein bei der Botschaft in Sanaa (Jemen) eingesetzter Personenschützer der PSA BPOL mutmaßlich von Terroristen ermordet.
Der Aufgabenkomplexität wird mit einer engen Zusammenarbeit mit anderen Sicherheitsakteuren beim Training im In- und Ausland begegnet. So werden die PSA-Kräfte bei Ausbildung und Logistik von der GSG 9 der Bundespolizei unterstützt. Im Jahr 2015 wurde zusammen mit der niederländischen Einheit Brigade Speciale Beveiligingsopdrachten (BSB) ein Black Griffin genanntes internationales Workshop-Programm für Personenschutzkommandos in Krisengebieten gestartet.
Black Griffin ist seitdem ein etabliertes Workshop-Projekt, das internationale Personenschutzeinheiten zusammenbringt, um die operative Zusammenarbeit zu optimieren. Das Projekt, an dem u. a. Mitarbeiter des österreichischen Einsatzkommandos Cobra teilnehmen, wird im Rahmen von Erasmus+ von der Europäischen Union mitfinanziert. 
Zusätzlich finden regelmäßig gemeinsame Fortbildungen mit Partnereinheiten aus dem In- und Ausland statt, beispielsweise in den USA.
Im Zuge des russischen Angriffs auf die Ukraine vom 24. Februar 2022 evakuierte eine PSA-Einheit auf dem Landweg und per Fahrzeugkonvoi Diplomaten und Verbindungsleute des BKA, die an der Deutschen Botschaft Kyjiw (Kiew) eingesetzt waren. Verschiedenen Medienberichten zufolge wurde an anderer Stelle zudem Bruno Kahl, der Präsident des Bundesnachrichtendienstes (BND), ebenfalls aus Kiew evakuiert.

## Auswahl, Ausbildung und Einsatz der Einheitsmitglieder
Für die Verwendung beim PSA BPOL können sich Polizeivollzugsbeamte des mittleren und gehobenen Dienstes der Bundespolizei bewerben, die ihre Ausbildung oder Studium abgeschlossen haben und auslandsverwendungsfähig und -willig sind. Weiterhin müssen sie ein Eignungsauswahlverfahren (EAV) bestehen. Erfahrungsgemäß bestehen zwischen 40 und 60 Prozent der Bewerber das EAV.
An das EAV schließt sich eine dreimonatigen Verwendungsfortbildung zum Personenschützer an. Dabei erlernen die Teilnehmer zunächst die Grundlagen des Personenschutzes mit dem Schwerpunkt des Schutzes von Personen im Inland (Politiker, Beschuldigte und Zeugen in Strafverfahren). Daran schließt sich eine besondere Erste-Hilfe-Ausbildung (orientiert an den Grundsätzen der Tactical Combat Casualty Care) sowie ein Einsatzfahrtraining mit sondergeschützten und geländegängigen Fahrzeugen an. 
Erst im Anschluss daran wird der Fokus auf die Personenschutzmaßnahmen in Krisengebieten gelegt. Die weitere Fortbildung wird durchgängig von einer intensiven Schießfortbildung (einschließlich Schießen an Sonderwaffen wie dem G8), Sport und einem realitätsnahen Einsatztraining begleitet. Die Durchfallquote bei der Verwendungsfortbildung liegt bei circa 25 Prozent.
Zum Aufgabenspektrum im Einsatz gehören neben der Koordination der Einsätze aus der Einsatzzentrale der jeweiligen Botschaft Erkundungs-, Vorkommando- und Einsatzfahrten sowie die Wartung des Gerätes oder die Fortführung des Alarm- und Evakuierungsplanes.
Die PSA-Beamten sind im Einsatz an das Auswärtige Amt angebunden. Sie sind in der Regel für drei Monate an einer Botschaft im Ausland eingesetzt. Anschließend ist eine sechsmonatige Verwendung in Deutschland vorgesehen, an die sich wiederum ein drei Monate langer Einsatz anschließt. 
Die Aufenthalte in Deutschland werden u. a. zum Austausch aktueller Informationen mit den in der Ausbildung und in der Einsatzvorbereitung befindlichen Kräfte genutzt. Durch Verwendung bei einem Personenschutzkommando mit Einsatz im Ausland haben die Beamten Anspruch auf eine Zulage für besondere Einsätze (§ 22 Erschwerniszulagenverordnung, 375 Euro monatlich seit 1. Januar 2017, zuvor 300 Euro ab 1. Januar 2012).

## Bewaffnung
- Sturmgewehr Hk G36c[12][13]
- Pistole Glock 17[12][13]
- Maschinengewehr HK G8[13]